# Військо приватне у Речі Посполитій

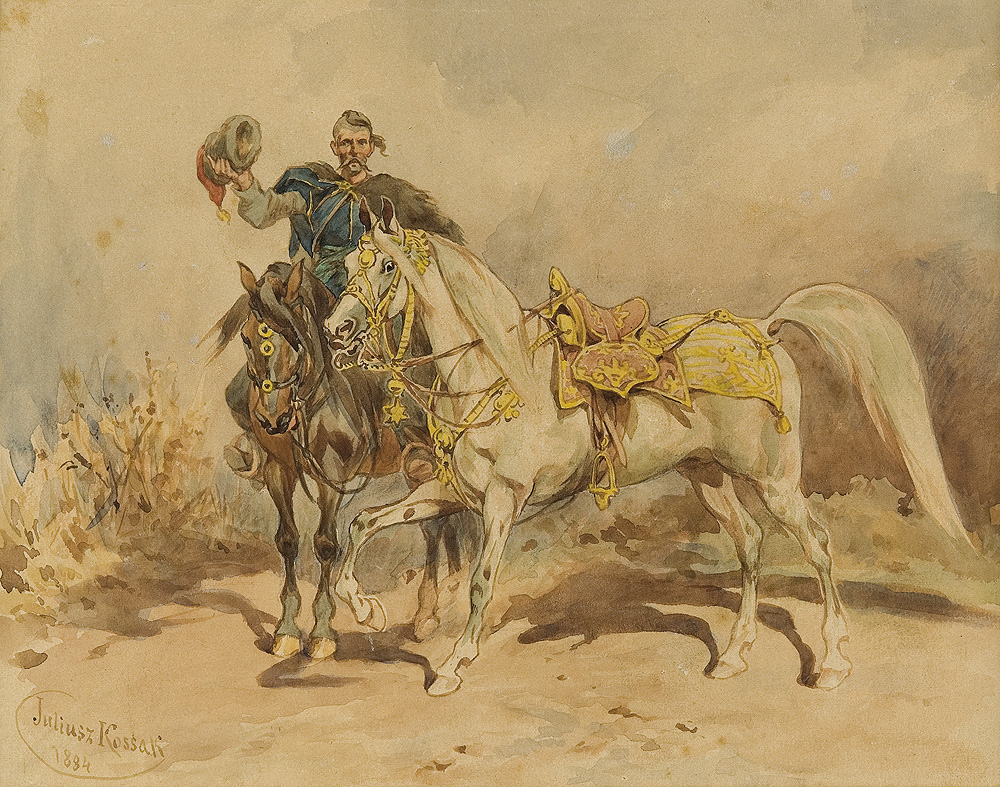
Козак магнатського війська (Юліуш Коссак)

Військо приватне у Речі Посполитій постало з почетів заможної шляхти. Із становленням магнатських родів у XVI ст. почали поставати доволі значні військові формування, чия загальна чисельність інколи перевищувала чисельність військ кварцяного чи компутового. Такі наймані формування також звались військами, арміями магнатськими. Висока платня дозволяла наймати вправних вояків, бідних шляхтичів, з краю та з-за кордону, забезпечити модерне озброєння. По аналогії до піхоти вибранецької магнати звільнювали частину селян від панщини, сплати чиншів за військову службу чи збирали посполите рушення з дрібної шляхти, що жила у їхніх володіннях.
Такі формування перебували під повним контролем власника і лише за його згодою могли надаватись під командування гетьманів.
Найбільші магнатські володіння знаходились на теренах України, де приватні війська оберігали їх від нападів татар, застосовувались для боротьби з козаками, хоча тут значна частина цих військ складалась з козаків, званих семенами. Також на Поділлі, Галичині, Волині магнати приватно збирали значні військові формування для походів до Молдавії, Москви.
Приватні хоругви магнатів існували і у коронному війську. В час війн з Швецією (1626—1629) існували хоругви: аутораменту іноземного — піша приватна воєводи краківського Андрія Фірлея, воєводи київського Томаша Замойського; піша приватна канцлера коронного Вацлава Лещинського ауторименту народового.
У війнах з Туреччиною, Московським царством брала участь хоругва піхоти польсько-угорської великого коронного гетьмана, руського воєводи Станіслава Яна Яблоновського. Її 200 піхотинців взяли участь у битві під Віднем (1683). Під Віднем воювало 120 піхотинців хоругви гетьмана польного коронного, волинського воєводи Миколи Ієронима Сенявського, що існувала до кінця війни з Туреччиною.
З не меншим завзяттям приватні війська використовувались для боротьби із сусідами. Чи не найбільш відомі приватні війни вів у Руському воєводстві каштелян перемишльський Станіслав Стадницький, у бої неподалік Лежайська у серпні 1610 взяло участь 6 тисяч вояків, мали місце неодноразові напади, спалення Ланьцута, облоги Львова. Зазвичай одне з найбільших приватних військ Яреми Вишневецького становило близько 1,5 тисячі вояків. Під час початку повстання Б. Хмельницького воно становило 6 тисяч найманців.
У XVIII ст. сотником уманського приватного війська Потоцьких був Іван Ґонта, що став одним з провідників селянсько-козацького повстання Коліївщина. Іншим відомим очільником повстання, вихідцем з магнатського війська, є Северин Наливайко.